# A gumimacik
A gumimacik (eredeti cím: Disney's Adventures of the Gummi Bears) 1985-től 1990-ig vetített amerikai televíziós rajzfilmsorozat, amelyet először a 80-as évek közepétől a kilencvenes évek elejéig Amerikában, és sok más ország tévéadói sugároztak. Természetesen azóta többször is levetítették. Az animációs játékfilmsorozat alkotói Jymn Magon és Art Vitello, rendezője Art Vitello. Műfaja fantasy filmvígjáték-sorozat. A tévéfilmsorozat forgatókönyvét David Block írta, a zenéjét Thomas Chase és Steve Rucker szerezték.
A sorozatot a Walt Disney Company készítette, a Buena Vista Television forgalmazta. Az első rész bemutatójára 1985. szeptember 14-én került sor az NBC-n. A további részeket az ABC csatornán játszották, egészen a sorozat 1991. február 22-ei záróepizódjáig. A Disney műsorban a Toggo Disney Channel, utána az Toon Disney kereskedelmi csatorna vetítette, majd a Disney Junior sugározta, később az Playhouse Disney is leadta, 2020-ban újra az Toon Disney kezdte ismételni. Magyarországon először 1992 és 1995 között vetítették a Walt Disney bemutatja blokkban, a Magyar Televízió 1-es csatornáján. Az új évezredben sokszor vetítette újra az RTL, majd 2022. októbertől kizárólagos Disney jogszerzés által a TV2 vetítette, majd 2025-ben visszakerült az RTL-hez.

## Történet
A rajzfilmsorozat a középkorban játszódik. Hősei az erdőben élő gumimacik. Sokkal fejlettebbek az embereknél, a föld alatt és fák belsejében élnek. Régen rengetegen voltak, de mára csupán egyetlen család maradt. Az eredeti angol verzió szerint a család vezetékneve Gumi. Az emberek elől elrejtőznek, így létezésük csak gyerekmese, babona.
Nevüket arról a képességükről kapták, hogy a gumibogyóbokor terméséből olyan varázsitalt képesek főzni, amelytől testük gumiszerűvé válik, és így pattogni, ugrálni tudnak. A gumibogyószörp az embereknél egészen más hatást vált ki, hihetetlen erőssé teszi őket. De naponta csak egyszer fogyaszthatnak belőle. Legnagyobb ellenségük Igthorn herceg, aki meg akarja szerezni a tudásukat, hogy segítségével elfoglalhassa a királyi trónt.

## Szereplők

### Macik
Gumimacik
Hat tagú gumimaci család, akik egy nagy fa rejtekhelyében élnek, az emberektől, és a szörnyektől elrejtőzve.
- Cubbi – Rózsaszínű szőrű, fiúgyerek gumimaci. Kék sapkát, és sárga-piros csíkos ruhát visel. Legjobban lovagias játékot szeret játszani, és azt szeretné, hogy egy napon igazi lovaggá üssék.
- Sunni – Sárga szőrű, lánygyerek gumimaci. Hosszú zöld ruhát visel. Csinosan öltözködik, és szereti ha mindenki kellő figyelmet fordít rá. Imádja díszíteni a ruháját, és imád gumibogyót szedni.
- Tummi – Kékeslila szőrű, fiútinédzser gumimaci. Piros sapkát, és barna ruhát visel. Nagyon lassú, és megfontolt járású. Nagyon pocakos, és nagyon szeret enni, leginkább az édességeket szereti.
- Grammi – Barna szőrű, középkorú felnőttnő gumimaci. Kék sapkát és kék ruhát visel. Szakácsnő, aki nagyon jól főz. Ő készíti a gumibogyószörpöt is, aminek a titkos receptjét egyedül ő ismeri, és senkinek sem adhatja ki. A kölyökmaciknak, mint Cubbi, Sunni és Tummi anyáskodó szeretettel viseli gondját.
- Zummi – Lila szőrű, öreg felnőttférfi gumimaci. Piros-kék csíkos sapkát, és kék cvikkeres ruhát visel. Tud varázsolni, a Gumimacimedál segítségével, ám hóbortossága és szétszórtsága miatt olykor melléfog varázslatainak kísérletével. A Nagy-Gumimacikódex őrzője, amelyben a gumimacik történelmének legnagyobb eseményei, tudományai, és ismeretei vannak lejegyezve.
- Gruffi – Barna szőrű, középkorú felnőttférfi gumimaci. Zöld sapkát, és barna ruhát visel. Nagyon morcos természetű, de Grammi tudja, hogy neki van a legjobb szíve a gumimacik között, csak szégyelli, hogy lágyszívű és ezért azt a nagy hangjával leplezi.
- Chummi – Barna szőrű, középkorú felnőttférfi gumimaci. Vörös-ciklámen ruhát visel. Egyszer egy napon egy elhagyatott városból érkezik a gumimacikhoz vendégségbe, és továbbutazik Új-Gumicába az ősgumimacikhoz saját készítésű léghajóján.
- Gusto – Kék szőrű, fiatal felnőttférfi gumimaci. Sárga sapkát, és bordó ruhát visel. Festőművész, egy szigeten élt sokáig, aztán Tummi, és Gruffi rátaláltak, és megmentették, majd a gumimacik közelébe költözött. Van egy beszélő házi tukánja, akit Oprádnak hívnak.

Ősgumimacik
A gumimacik őseik, akik Medvédiában éltek, aztán vészhelyzet következtében elhajóztak Új-Gumicába. Egyszer egy napon a Gumi-Szkóppal üzenetet váltottak velük a gumimacik, de Igthorn herceg lerombolta a szkópot, így a találkozás nem valósult meg. Egyszer pedig Chummy-val léghajón akartak átrepülni a tenger felett, és eltervezték, hogy ott maradnak, de mégsem akarták elhagyni az otthonukat, és a barátaikat, ezért elvetették ezt az ötletet. Egyszer Gusto-val hajóval akartak átkelni a tengeren, de ez a tervük nem jött össze, mert Igthorn féken tartotta őket. Egyszer Zummi megírta az ősmaciknak, hogy visszajöhetnek, mert Igthorn egy rövid időre eltűnt a környékükről, de közben még idő előtt előkerült, így az ősmacik kénytelenek lettek visszafordulni, amikor már a kikötő közelében jártak. Befejezésül a tartalék Gumi-Szkóppal üzenetet küldtek a Gumimaciknak, hogy sajnálják, amiért vissza kellett fordulniuk, de szívesen hazatérnek, amint lehet.
- Szederinda gróf – Szürke szőrű, öreg felnőttférfi ősgumimaci. Zöld ruhát visel. Megemlítették Kék Szeder néven is. Vékony alkatú, nagyon nemes, Medvédiában élt egymagában, miután a többi ősgumimaci elhajózott Új-Gumicába és később a városába Barbár macikat fogadott.

Barbármacik
Harcos macik, akik beköltöztek az ősgumimacik városába, Medvédiába, amikor Szederinda Gróf befogadta őket.
- Buddy – Barna szőrű, barbár, fiúgyerek maci. Barna sapkát, barna ruhát visel. Szeret harcolni, egyszer Cavin-el csinált közösen harcgyakorlatot.
- Gritty – Szürke szőrű, barbár, középkorú felnőttférfi maci. Barna ruhát visel. A jobb szemét szemkendővel takarja el, mióta az megsérült egy harc közben.
- Ursa – Barna szőrű, barbár, középkorú felnőttnő maci. Piros ruhát visel. Nagy harcos, és igen hangos természetű.

A láthatatlanvár lovagjai
Gumimaci lovagok, akik gumivárban élnek. Egyszer megmentették az ősgumimacikat, de ők már nem tudtak elhajózni velük. Mágikus erővel eltüntették a várat a felszínről. Százévenként, amikor a csillagok állása bekövetkezik, visszatérnek egy napra a felszínre. A gumimacik egyszer megtalálták őket, és Cavinnel is megbarátkoztak.
- Sir Pukkancs – Sárga szőrű, öreg felnőttférfi maci, aki a láthatatlan vár lovagok vezére, és a legvitézebb lovag a várban.

### Emberek
- Gregor király – Dunwin várának királya, bölcs és igazságos. Nem hisz a gumimacik létezésében, annak ellenére, hogy a macik titkon már számtalanszor segítettek megvédeni Dunwin várát.
- Igthorn herceg – Gonosz herceg, mióta száműzték, azóta akar bosszút állni, hogy lerombolja Dunwin várát vagy átvegye a hatalmat. A gumimacik legfőbb ellensége, meg akarja szerezni a tudásukat, különösen a gumibogyószörp receptjét, ami az embereket hihetetlen erőssé teszi. Keresztneve Sigmund, amely egy-egy epizódban el is hangzik. Igthornnak van egy testvére Victor, aki Sigmunddal ellentétben nem gonosz, hanem jóságos lovag. Több alkalommal feltűnik a sorozatban.
- Sir Tuxford – Dunwin várában a legtapasztaltabb lovag, védelmezi a várat. Cavin tanítómestere.
- Cavin apród – Dunwin várában ifjú, és bátor legény. Tuxford segítője, és azt szeretné, hogy egy napon lovaggá üssék. A gumimacik egyetlen emberfiú barátja. Tőle kapják meg az Ősgumimaci-medált, ami kinyitja a Nagy Gumimacikódexet, és amivel varázslatokra is képesek. A medált Cavin a nagyapjától kapta, és a gumimacikkal való találkozásáig hűen őrizte. A macik közül Cubbi a legkedvesebb barátja.
- Calla királylány – Szőke hajú, fekete szemű, királylány, aki Gregor lánya. Egyszer jobban szeretett volna falusi lány lenni, de rájött, hogy mégis jobb, ha királylány marad. A gumimacik egyetlen lánygyerek barátja. A macikat úgy ismerte meg, hogy Sunni felfedte előtte a kilétüket, mert vágyott egy hozzáhasonló lánybarátra. Sokszor jár a gumimaciknál, és kér tőlük segítséget, ha Dunwin veszélybe kerül. Sunni a legkedvesebb barátja a macik közül.
- Lady Vészi – Gonosz boszorkány, a gumimacik ellensége, aki meg akarja szerezni a Nagy Gumimacikódexet, amellyel a birtokában hatalmas varázserőre tehet szert. Neki is van egy gumimacimedálja, hasonlóan, mint Zumminak. Egy ideig Medvédiában kereste a macik kódexét, amit végül nem talált meg. Igthorn herceg üldözi őt a szerelmével. A gumimacik üldözését végül feladta, miután több mint százéves vénasszonnyá vált, mikor Sunni fiatalságát akarta elorozni, és a magáévá tenni, de a macik megakadályozták ezt.
- Marie hercegnő – Fekete hajú, fekete szemű hercegnő. Kissé sokat gondol, egyszer Calla-val tettek közösen próbagyakorlatokat, mihez értenek jobban, amit egy királylánynak és egy hercegnőnek tudni illik.
- Óriás – Kisfiúból átváltozott óriás, aki valamikor egy pici embergyerek volt, de örökösen csúfolták a kicsisége miatt. Ezért azt kívánta minél nagyobbra nőjön, hogy mindenki féljen tőle, de azóta egyedül kellett élnie, abban a barlangban, ahol ez a kívánsága teljesült. Egyszer Cavin és Cubbi ott jártak. Végül Cavin azt kívánta, újra olyan kicsi legyen, amilyen volt. Utána rájött, ez mégis így van jól. A neve nem hangzik el.
- Sellő Elli – Szőke hajú, kék szemű sellőlány, aki megmenti Sunny-t, ahogy vízbe esett. Igthorn elrabolja, és Sunny Gusto-val megmenti, Gusto portrét fest róla, amelyen Sunny-t is ráfesti.
- Marcipán boszorkány – Gonosz boszorkány, aki varázslattal hercegnővé tudja átváltoztatni magát. A cukorra érzékeny a varázslata, ezért az arcát éri, az oldja fel a varázslatot. Gonoszságot akar Gregornak, de Sunny lebuktatja azzal, hogy rájön a feloldó szerre, és cukrot szór az arcára.

### Szörnyek
Igthorn szolgái, nagyon gyagyások, a nevük nem hangzik el, ám párszor zöld és lila, színek elnevezésével nevezi meg őket Igthorn.
- Toadie – A legkisebb, és leggyagyásabb szörny, Igthorn herceg jobbkeze. Bizonyos értelemben intelligensebb a többi szörnynél, tud írni és olvasni. Neve a Toadwart rövidítése. Szeretne minden alkalmat megragadni, hogy Igthorn kedvében járjon, ám erőfeszítései mindig az ellenkezőjére fordulnak. Igthorn-t mindig "feneséges hencegnek" hívja a többi szörnnyel együtt, amivel gyakran ingerli fel gazdáját.

### További szereplők
- Álomkobold – Zöld színű, gombakalapos kobold. Mézen él és varázslattal altat. Az értelmesebb lényeket pl. az embereket, és a Gumimcikat nagyon hosszú időre tudja elaltatni. A kevésbé értelmes lényeket pl. a szörnyeket viszont csak nagyon rövid időre tudja elaltatni. Egyszer Gruffi ráijesztett, és nem engedett a fenyegetésének, ezért elaltatta. Cubbi, és Grammi utána mentek a barlangjába, hogy feloldassák a varázslatot. A kobold feloldotta cserébe azért, hogy Gruffi, és Grammi átvitték a varázskövét a mézlelő helyre.
- Mókamanó – Rózsaszínű, gombakalapos, szárnyas manó. Él-hal a tréfáért, a gumimacikat háborgatta, mindenféle rossz tréfákkal. De a rossz tréfái rosszul sültek el, és saját maga is pórul járt.

## Cameo-k a sorozatban
- A kővé vált macik – Mickey egér és Donald kacsa, a szobrász Davini művei közt.
- A varázslótanonc – Tummi és Cubbi a rész végén Mickey egérhez hasonló varázslóruhát viseltek.
- Pánik az erdőben – A Mickey Mouse – Brave Little Tailor-ben látott óriás hasonmása jelenik meg favágóként.

## Szinkronhangok
| Szereplő                        | Eredeti hang | Magyar hang                                     |
| ------------------------------- | --- | ----------------------------------------------- |
| Gruffi                          | Bill Scott (1. évad) Corey Burton (2-6. évad)                                                                                 | Balázs Péter                                    |
| Zummi                           | Paul Winchell (1-5. évad) Jim Cummings (6. évad)                                                                              | Horkai János                                    |
| Grammi                          | June Foray | Feleki Sári                                     |
| Tummi                           | Lorenzo Music | Szabó Sipos Barnabás                            |
| Sunni                           | Katie Leigh | Györgyi Anna                                    |
| Cubbi                           | Noelle North | Tóth Barnabás                                   |
| Cavin apród                     | Christian Jacobs (1. évad) Brett Johnson (2. évad) David Faustino (3. évad) Jason Marsden (4-5. évad) R.J. Williams (6. évad) | Petrik Péter                                    |
| Calla királylány                | Noelle North | Somlai Edina                                    |
| Gregor király                   | Michael Rye | Sinkó László                                    |
| Igthorn herceg                  | Michael Rye | Csurka László                                   |
| Toadie                          | Bill Scott (1. évad) Corey Burton (2-6. évad)                                                                                 | Botár Endre                                     |
| Sir Tuxford                     | Bill Scott (1. évad) Roger C. Carmel (2. évad) Brian Cummings (3-6. évad)                                                     | Gruber Hugó                                     |
| Gusto                           | Rob Paulsen | Harsányi Gábor                                  |
| Zorlock                         | Lennie Weinrib | Harsányi Gábor                                  |
| Lady Vészi                      | Tress MacNeille | Bessenyei Emma                                  |
| Marcipán boszorkány             | Tress MacNeille | Andai Györgyi                                   |
| Opard                           | Jymn Magon (2. évad) Brian Cummings (3-6. évad)                                                                               | Laklóth Aladár                                  |
| Jean-Claude király              | Hamilton Camp | Versényi László                                 |
| Marie hercegnő                  | Kath Soucie | Papp Ágnes                                      |
| Ursa                            | Pat Musick | Papp Ágnes                                      |
| Szederinda gróf                 | Walker Edmiston | Hollósi Frigyes                                 |
| Buddy                           | Dana Hill | Gerő Gábor                                      |
| Gritty                          | Peter Cullen | Vajda László                                    |
| Keselyű király                  | Will Ryan | Kenderesi Tibor                                 |
| Sir Pukkancs                    | Michael Rye | Kenderesi Tibor                                 |
| Kocsis (A bíborköpenyes bajnok) | Michael Rye | Kránitz Lajos                                   |
| Victor Igthorn                  | Michael Rye | Kránitz Lajos (1. hang) Kárpáti Tibor (2. hang) |
| Óriás                           | Bob Holt (óriás) Katie Leigh (kisfiú)                                                                                         | Farkas Antal (óriás) Minárovits Péter (kisfiú)  |
| Chummi                          | Jim Cummings | Szabó Gyula                                     |
| Hószakáll fia                   | Brian Cummings | Kerekes József                                  |
| Hószakáll                       | Corey Burton | Melis Gábor                                     |
| Alacsony favágó                 | Corey Burton | Makay Sándor                                    |
| Nemgumi                         | Hal Smith | Makay Sándor                                    |
| Sellike hableány / Sellő Elli   | Patricia Parris | Nyírő Bea                                       |
| Álomkobold                      | Paul Winchell | Bolba Tamás                                     |
| Mókamanó                        | Corey Burton | Bolba Tamás                                     |
| Jelmezverseny bírája            | June Foray | Vajay Erzsi                                     |
| Le Grand Fromage                | Ed Gilbert | Koroknay Géza                                   |
| Marquis de Bouillabaisse        | Frank Welker | Koroknay Géza                                   |
| Gort                            | N/A | Szombathy Gyula                                 |
| Troll                           | N/A | Sallai Tibor                                    |

További magyar hangok: Antal László, Balázsi Gyula, Barbinek Péter, Benedikty Marcell, Beregi Péter, Bolba Tamás, Bor Zoltán, Czigány Judit, Cs. Németh Lajos, Csikos Gábor, Forgács Péter, Gyürki István, Halmágyi Sándor, Hollósi Frigyes, Horváth Zoltán, Imre István, Juhász Tóth Frigyes, Kardos Gábor, Kárpáti Tibor, Kassai Károly, Kerekes József, Kisfalussy Bálint, Kocsis György, Komlós András, Koncz István (Nelek), Melis Gábor, Némedi Mari, Papp Ágnes, Prókai Annamária, Pusztai Péter, Rudas István (Régiség kereskedő), Soós László, Szokol Péter, Szoó György, Szűcs Sándor, Uri István, Varga T. József, Várkonyi András, Zalán János, Zsolnai Júlia

## Epizódlista
| Évad | Évad | Epizód | Történet | Évadpremier          | Évadzárás          |
| ---- | ---- | ------ | -------- | -------------------- | ------------------ |
|      | 1    | 13     | 21       | 1985. szeptember 14. | 1985. december 21. |
|      | 2    | 8      | 12       | 1986. szeptember 13. | 1986. november 29. |
|      | 3    | 8      | 14       | 1987. szeptember 12. | 1987. december 19. |
|      | 4    | 10     | 16       | 1988. szeptember 10. | 1988. december 17. |
|      | 5    | 8      | 12       | 1989. szeptember 9.  | 1989. december 16. |
|      | 6    | 18     | 20       | 1990. január 6.      | 1991. február 22.  |